# Independence (Missouri)
Independence é uma cidade localizada no estado americano do Missouri, nos condados de Jackson e Clay.
É a sede do Condado de Jackson e é conhecida como "Queen City of the Trails" porque era o ponto de partida das rotas da Califórnia, Oregon e Santa Fe.
A cidade foi também de grande importância na história inicial do movimento dos Santos dos Últimos Dias, e é a sede de várias denominações deste movimento religioso, com destaque para a Comunidade de Cristo (antes designada Igreja Reorganizada de Jesus Cristo dos Santos dos Últimos Dias - Reorganized Church of Jesus Christ of Latter Day Saints), cujo templo se localiza na cidade. Outras denominações incluem a Igreja de Cristo (Temple Lot) e a Igreja de Jesus Cristo (Cutlerite), entre outras. Vários Restoration Branches se localizam em Independence ou nas suas redondezas.

## Geografia
De acordo com o United States Census Bureau, a cidade tem uma área de 202,7 km², onde 200,9 km² estão cobertos por terra e 1,8 km² por água.

## Demografia
Segundo o censo nacional de 2010, a sua população é de 116 830 habitantes e sua densidade populacional é de 581,5 hab/km². É a quarta cidade mais populosa do Missouri. Possui 53 834 residências, que resulta em uma densidade de 267,96 residências/km².